# Barclays Dubai Tennis Championships 2008
Die Barclays Dubai Tennis Championships 2008 waren ein Tennisturnier der WTA Tour 2008 für Damen und ein Tennisturnier der ATP Tour 2008 für Herren in Dubai. Das Damenturnier der WTA fand vom 20. bis 25. Februar 2008 statt, das Herrenturnier der ATP vom 27. Februar bis 3. März 2008.

## Herrenturnier
→ Qualifikation: Barclays Dubai Tennis Championships 2008/Herren/Qualifikation

## Damenturnier
→ Qualifikation: Barclays Dubai Tennis Championships 2008/Damen/Qualifikation